# ديفيد وارتون
ديفيد وارتون (بالإنجليزية: David Wharton)‏ هو سباح أمريكي، ولد في 19 مايو 1969 في الولايات المتحدة.

## روابط خارجية
- ديفيد وارتون على موقع الاتحاد الدولي للسباحة (الإنجليزية)
- ديفيد وارتون على موقع أوليمبيديا (الإنجليزية)